# Apache Derby
Az Apache Derby (korábbi nevén IBM Cloudscape) egy relációs adatbázis-kezelő rendszer (RDBMS), melyet az Apache Software Foundation fejlesztett ki, amely beágyazható Java programokba és használható online tranzakció feldolgozásban. Alapértelmezetten összesen 2 MB lemez területet foglal.
Az Apache Derby-t nyílt forráskódú projektként fejlesztik Apache 2.0 licenc alatt. Az Oracle ugyanazt a binárist adja ki Java DB néven.

## Derby technológiák

### Derby beágyazott adatbázis motor
A technológia magva a Derby adatbázis motorja, egy teljes funkcionalitást nyújtó relációs beágyazott adatbázis motor, amely támogatja a JDBC-t és az SQL-t, mint programozási API-kat. Az IBM DB2 SQL szintaxisát használja.

### Derby hálózati szerver
A Derby hálózati szerver hagyományos kliens-szerver funkcionalitás biztosításával növeli a Derby adatbázis motor elérését. A hálózati szerver biztosítja a kliensek számára, hogy kapcsolódhassanak az adatbázis motorhoz TCP/IP felett a szabványos DRDA protokoll használatával. Továbbá a Derby hálózati szerver támogatja a hálózatos JDBC-t, ODBC-t/CLI-t, a Perl-t és PHP-t.

### Beágyazott hálózati szerver
Egy beágyazott adatbázis úgy is konfigurálható, hogy hibrid szerverként vagy beágyazott relációs adatbáziskezelőként (RDBMS-ként) viselkedjen, azaz a TCP/IP kapcsolatokon keresztül kéréseket fogadjon más kliensektől, továbbá kliensektől ugyanabból a JVM-ből.

### Adatbázis segédeszközök
- ij – egy eszköz, amely segítségével SQL scriptek futtathatók bármely JDBC adatbázison.
- dblook – Séma kinyerési eszköz a Derby adatbázisokhoz.
- sysinfo – segédeszköz, amely kiírja a verzió számokat és az osztály elérési utakat.

## Története
Az Apache Derby egy Cloudscape Inc. nevű oaklandi, kaliforniai start-up cégtől származik, melyet 1996-ban alapított Nat Wyatt és Howard Torf azzal a céllal, hogy Java adatbázis technológiát fejlesszenek. 1997-ben adták ki az adatbázis motor első kiadást, melyet JBMS-nek neveztek el. Ezt követően a terméket átnevezték Cloudscape-re, majd az újabb kiadásokat hathavonta adták ki.
1999-ben az Informix Software Inc., felvásárolta a Cloudscape Inc.-t, 2001-ben pedig az IBM megvette az Informix Software adatbázis állóeszközeit, többek közt a Cloudscape-et is. Az adatbázis motort új márkanéven IBM Cloudscape-nek nevezték el. A szoftverkiadások folytatódtak, a fő hangsúlyt a beágyazott használatra tették az IBM Java termékeivel és köztes szoftvereivel.
2004 augusztusában az IBM közreadta a kódot az Apache Software Foundation-nak Derby néven, amelyre indítottak egy inkubátor projekt, melyet az Apache DB projekt szponzorált. 2005 júliusában a Derby projekt kikerült az Apache inkubátorból, és jelenleg az DB felső szintű projektjeinek egy alprojektjeként fejlesztik tovább az Apache-nál. Még a Derby inkubátorból való kikerülése előtt, a Sun csatlakozott a Derby projekthez azzal a céllal hogy, a saját termékeiben beépíti komponensként a Derby-t. 2006 decemberében a Java 6 kiadásakor a Sun elkezdte becsomagolni a Derby-t a JDK-ba Java DB márkanéven.
2007 márciusában az IBM bejelentette, hogy visszavonja a Cloudscape termék marketingjét és támogatását, de folytatja közreműködést az Apache Derby projektben.